# Saló del Regne

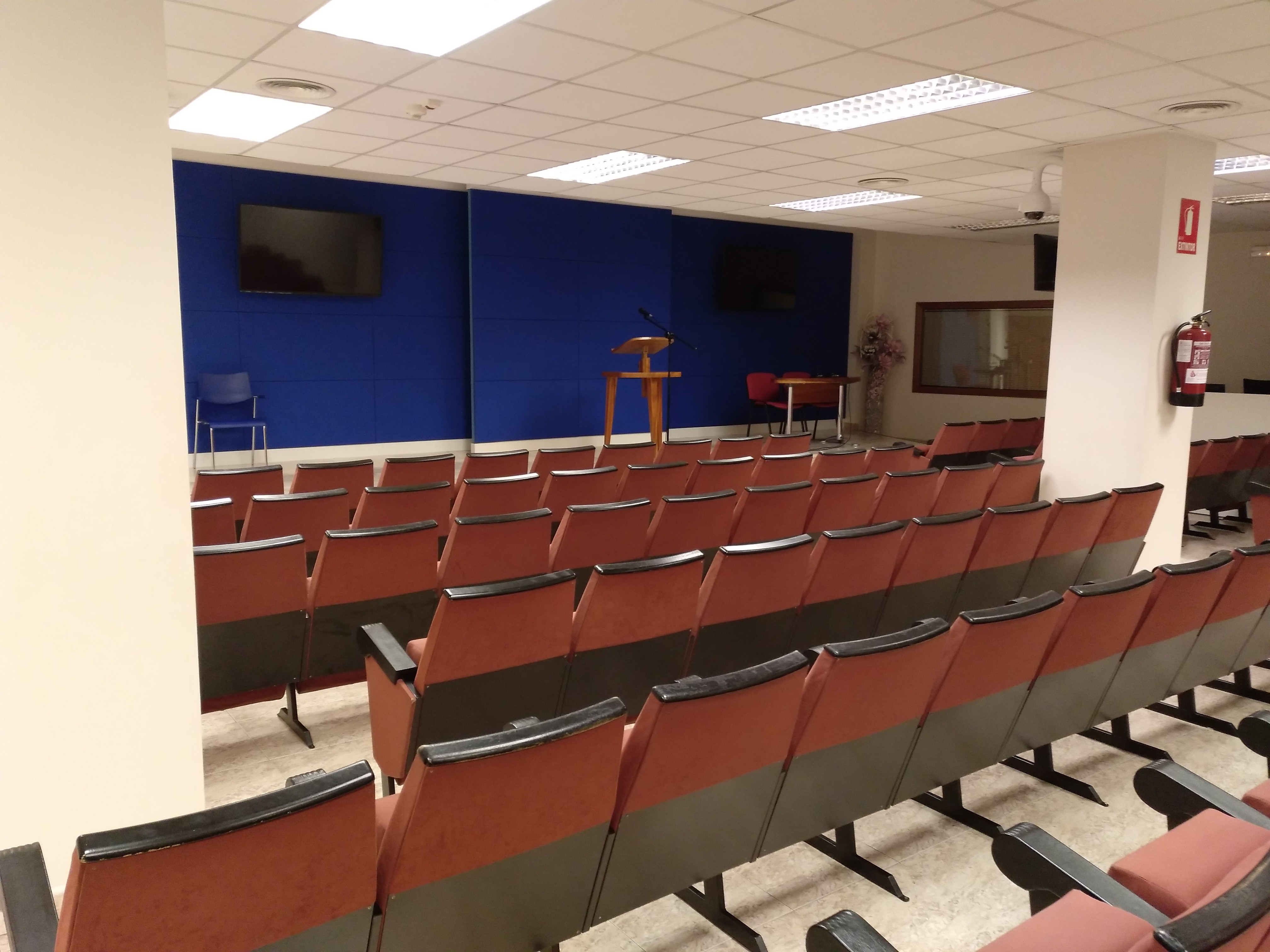
Sala del Regne a la ciutat de Mataró

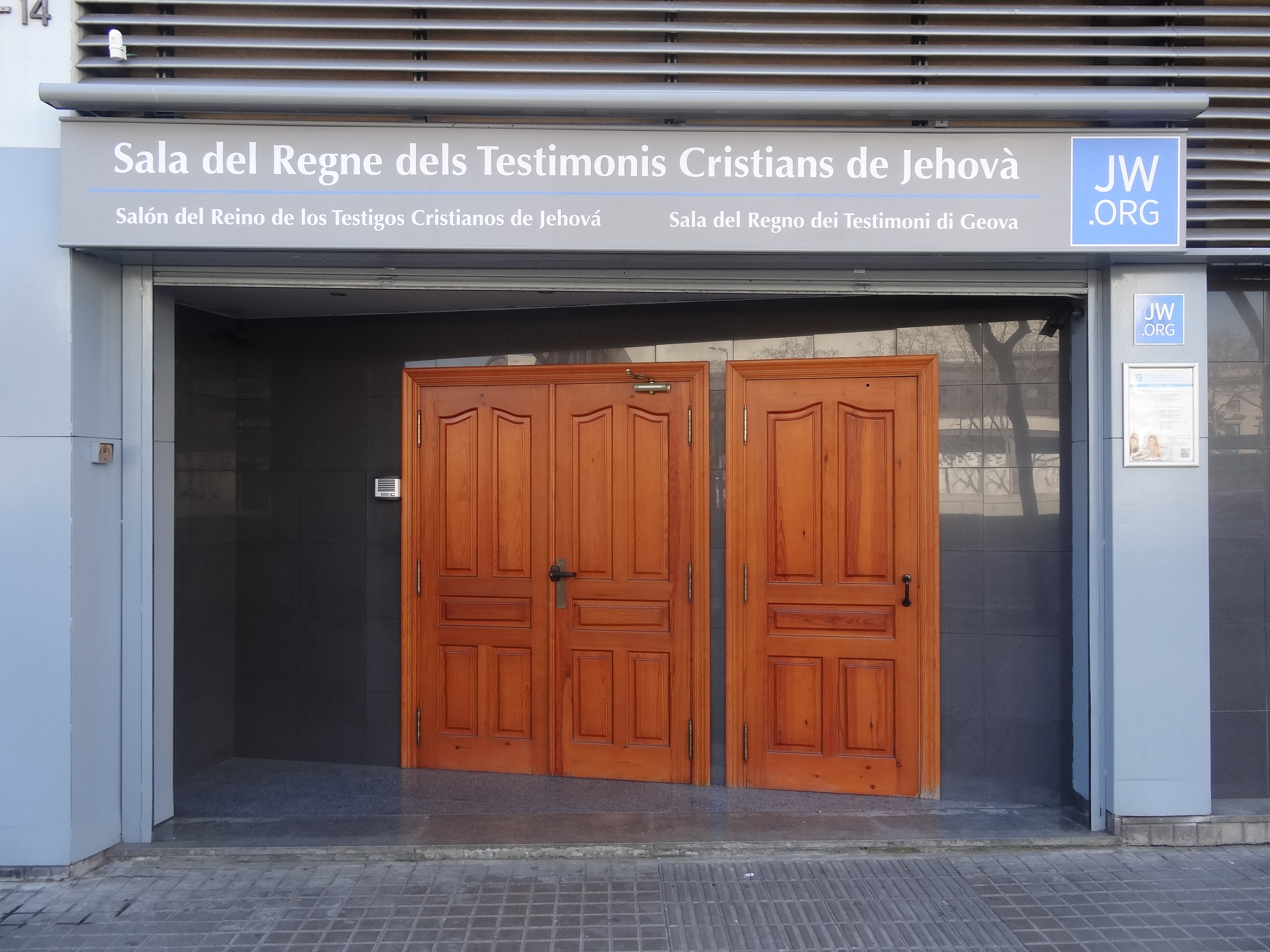
Exterior d'una Sala del Regne a Barcelona

Sala del Regne dels Testimonis de Jehovà és el nom del lloc de reunió dels Testimonis de Jehovà. Segons Domenico Finelli, la primera Sala del Regne es va construir a Roseto, Pennsylvania, a 1927, i diu que fou inaugurat amb un discurs públic per Giovanni DeCecca. No obstant això, l'ús general del nom "Sala del Regne" es va fer popular l'any 1935 per mandat de Joseph Rutherford aleshores president de la "Watch Tower".

## Aparença externa i interna
Les Sales del Regne no solen ser massa grans (poden cabre entre 50 i 300 persones assegudes en butaques). A vegades ocupen un sol edifici decorat exteriorment amb jardins o poden estar ubicades en un baix o entresòl d'un edifici. Per dins no hi ha cap crucifix ni imatge i la estètica sol ser senzilla i austera. A un cantó del local, presidint l'auditori, hi ha un altell anomenat plataforma on s'hi troba el faristol i les pantalles de televisió per veure imatges, vídeos o videoconferències de discursos.
L'entrada és gratuïta perquè hi pugui anar qualsevol persona que ho desitgi. En quasi tots els salons hi sol haver una caixeta on es poden fer contribucions voluntàries. Moltes d'aquestes sales disposen de biblioteca, lavabos i sales annexes. Són utilitzades també per celebrar noces matrimonials i cerimònies d'enterraments.

## Propietat

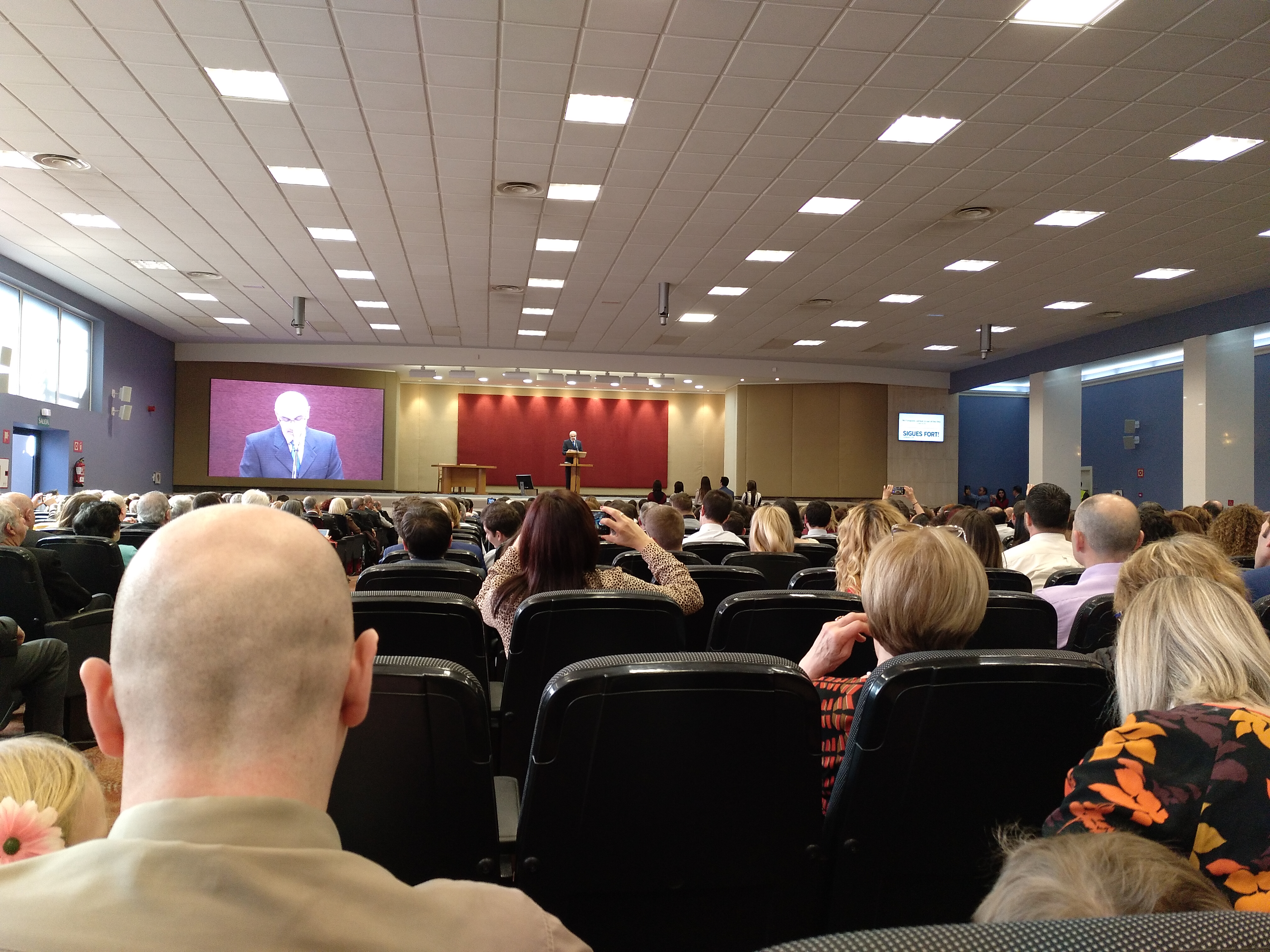
Sala de Congressos a Sant Quirze del Vallès, propietat dels Testimonis de Jehovà

Les Sales del Regne són construïdes i sufragades pels mateixos Testimonis de Jehovà, però la propietat queda a nom de la societat Watch Tower, fet que converteix a la multinacional en una de les més grans immobiliàries del món. A Espanya hi han 701 sales per a prop de 115.000 fidels i a Catalunya 148 sales per a 358 congregacions i uns 40.000 fidels. Sovint es reuneixen en diferents horaris, ja que una sala pot servir per 2 o 3 congregacions alhora. A més, tenen com a propietat sales més grans per fer congressos. A Catalunya n'hi ha una a Sant Quirze del Vallès amb una capacitat de 1.800 persones.